# 李昌鈺
李昌鈺（英語：Henry Chang-Yu Lee，1938年11月22日—），出生於中國江蘇省南通市如皋县，美國華裔刑事鑑識學專家、偵探，曾任美國康乃狄克州警政廳長，現任紐黑文大学終身教授，复旦大学法医学与法庭科学学院名誉教授。

## 簡歷
李昌鈺1938年生於江蘇省南通市如皋縣一個富裕的鹽商家庭。1949年前後，他隨母親和其他家人一同遷往台灣，其父則在搭乘太平輪不幸遇難身亡。李昌鈺自言，父親的過世致使家道中落，促使他選擇投考公費的警校。中學就讀於強恕中學(現為臺北市私立強恕高級中學）。高中就讀臺北市立大同高級中學，畢業後參加大專聯考錄取分發至臺灣省立海事專科學校駕駛科（今國立臺灣海洋大學商船學系）；爾後，李考上中央警官學校，並前往就讀。
1960年於中央警官學校（現中央警察大學）行政警察學系取得法學學士學位，並於臺北市政府警察局工作；同年，他獲晉升為警長，成為臺灣史上最年輕警長。
1964年，赴美國留學。1972年於紐約市立大學約翰·杰伊學院刑事科學系取得學士學位。接著又先後取得紐約大學生物化學及分子化學碩士學位（1974年）和博士學位（1975年）。
李昌钰现任美國康乃狄克州科學諮詢中心的榮譽主任，並且是紐黑文大學法醫學的全職教授，亦協助該大學設立了“李昌鈺法醫學研究所”。在此之前，他曾担任康乃狄克州公共安全委員、康乃狄克州法医实验室主任，和1979年至2000年的首席犯罪学专家。他鑑識過幾件重大的案件，如瓊貝妮特·拉姆齊謀殺案、辛普森案、蕾西皮特森謀殺案、美軍華裔士兵陳宇暉自殺案，甚至參與了調查美國司法上最疑點重重的兩件命案：肯尼迪總統遇刺事件及總統胞弟罗伯特·F·肯尼迪遇刺案。
李與美国政治高層關係良好，與前總統克林顿私交甚密，曾参與调查事件，以及九一一恐怖襲擊事件後的鑑識工作。李也數度回台灣協助幾件重大刑案的鑑識，包括桃園縣長劉邦友血案、彭婉如命案、白曉燕命案、三一九槍擊案、蘇建和案等。
2006年李昌鈺獲選為Discovery頻道《台灣人物誌》的6名主角之一。

## 桌腳理論
李昌钰將偵查犯罪中所謂的「現場、人證、物證以及運氣」四項列為偵破的要項，稱之為桌腳理論。

## 家庭
第一位妻子為宋妙娟（1940年4月18日－2017年7月31日）。育有一子李孝約和一女李孝美，2017年妻子病逝。2018年12月1日在美國康乃迪克州與揚州企業家蔣霞萍再婚。。

## 趣事
李昌鈺家中的兄弟姐妹共十三人，兄弟的小名都有「寶」字，姐妹的小名都有「珠」字，惟獨他的小名叫「塵」，兄姐們都說他是外面撿回來的，而不是爸媽親生的，在他頻繁追問原因下，多年後，母親終於告訴他。母親說，他剛出生時經常沒來由的哭，醫生也束手無策；有天一位法師到他家，並問家中是否剛得一子，一天到晚哭。他的雙親覺得這位法師有些來歷，就把他抱了出來。這位法師一見到襁褓中的李昌鈺，便跪下叫「師父」，同時告訴他父母，說他以前的法名叫「解塵」，因不願再來人間，所以一直哭，名字改作「解塵」就好了，「果然改名字後，我就不哭了。」李昌鈺說，雖然他一直半信半疑，但一直記住這件事情，1985年他第一次回大陸時，到江蘇故居看有無親人，其中一個堂哥不但說出他兄弟姊妹的名字和小名，還知道他的小名叫做「解塵」，把他嚇壞了，且說的故事比媽媽還詳細，指和尚是從狼山來的。李昌鈺笑稱，以此因緣，他還曾到南通、長江邊上的狼山廣教寺作尋根之旅，他也認為自己此生是來為人服務的 。多年後（2008），在法鼓山遇見聖嚴法師，才知道聖嚴法師就是在狼山廣教寺出家的 。

## 遭指控偽造證據風波
2023年7月22日，美國聯邦法官裁定，李昌鈺對於一宗1985年发生在康乃狄克州的謀殺案的審判中捏造了證據。
這起案件曾造成當事人拉爾夫·伯奇（Ralph "Ricky" Birch）及肖恩·亨寧（Shawn Henning）蒙受數十年冤獄，而李昌鈺聲稱在現場發現的帶血毛巾是最終法院裁定有罪的依據之一。

## 作品

### 著作
| 年份           | 書名                                                                     | 作者                                                                     | 譯者              | 出版社       | ISBN               |
| -------------- | ------------------------------------------------------------------------ | ------------------------------------------------------------------------ | ----------------- | ------------ | ------------------ |
| 1995年初版     | 《刑案現場蒐證》                                                         | 李昌鈺 原著                                                              | 林茂雄 翻譯       | 中央警察大學 | ISBN 9578764782    |
| 1998年初版     | 《神探李昌鈺破案實錄》                                                   | 李昌鈺 口述                                                              | 鄧洪 整理           | 時報文化     | ISBN 9571327360    |
| 2000年初版     | 《讓證據說話：神探李昌鈺破案實錄Ⅱ》                                      | 李昌鈺、劉永毅 合著                                                      |                   | 時報文化     | ISBN 9571331996    |
| 2002年初版     | 《重返犯案現場：神探李昌鈺破案實錄3》（Famous crimes revisited）         | 李昌鈺、傑瑞·拉比歐拉（Jerry Labriola）合著                              | 郭玉芬 譯         | 時報文化     | ISBN 9571336319    |
| 2003年初版     | 《犯罪現場：李昌鈺刑事鑑定指導手冊》（Henry Lee's crime scene handbook） | 李昌鈺、提姆西·龐巴（Timothy Palmbach）、瑪琍琳·米勒（Marilyn Miller）著 | 李俊億 譯         | 商周出版     | ISBN 9867747976    |
| 2005年初版     | 《重返319槍擊現場：神探李昌鈺破案實錄4》（Cracking more cases）          | 李昌鈺、湯瑪斯·歐尼爾（Thomas W. O'Neil）、夏珍 作                       | 侯秀琴、楊明暐 譯 | 時報文化     | ISBN 9571343013    |
| 2007年3月初版  | 《非自願消失：神探李昌鈺破案實錄5》（Dr. Henry Lee's forensic files）    | 李昌鈺、傑瑞·拉比歐拉（Jerry Labriola）著                                | 周樹芬、侯秀琴 譯 | 時報文化     | ISBN 9789571346199 |
| 2014年12月初版 | 《化不可能為可能：李昌鈺的鑑識人生》                                     | 李昌鈺 著                                                                |                   | 平安文化     | ISBN 9789578039377 |

## 電視節目

### 台灣
| 年份          | 節目名稱            | 電視頻道 | 導演           | 備註               |
| ------------- | ------------------- | -------- | -------------- | ------------------ |
| 2019年3月27日 | 鑑識英雄II 正義之戰 | 中視     | 張佳賢、蔣凱宸 | 擔任主演兼任總指導 |

### 中國大陸
| 年份          | 節目名稱              | 電視頻道               | 主持人                 | 備註         |
| ------------- | --------------------- | ---------------------- | ---------------------- | ------------ |
| 2015年-2019年 | 挑戰不可能            | 中国中央電視台綜合頻道 | 撒貝寧                 | 擔任節目評委 |
| 2022年        | 初入職場的我們·法醫季 | 芒果TV                 | 齊思鈞、周雨彤、翟瀟聞 |              |
| 2022年        | 法醫探案團            | 芒果TV                 |                        |              |